# Michele Barra
Michele Barra (* 27. November 1952 in Ascona; † 20. Oktober 2013 ebenda) war ein im Kanton Tessin tätiger Schweizer Politiker und Staatsrat der Lega dei Ticinesi (LdT).

## Leben
Michele Barra wurde 1952 in Ascona geboren. Nach der Pflichtschule absolvierte er eine Maurerlehre in Bern, wo er später als Bauleiter arbeitete. Zurück im Kanton Tessin absolvierte er eine Ausbildung zum technischen Assistenten und wurde dann Bauunternehmer. Ab 1978 leitete er das Familienunternehmen.
Ab 1996 gehörte er dem Gemeinderat von Ascona an, ab 2007 dem Grossrat und ab 2013 der Kantonsregierung, in die er für Marco Borradori nachrückte. Im Oktober 2013 verstarb er im Amt.
Barra war verheiratet und hatte drei Kinder.